# CD36
CD36 (diferenciační skupina 36) je lidský glykoprotein, který je kódován genem Cd36. Je tvořen 15 exony rozprostírajících se v pásmu q11.2 chromozomu 7 a zabírá nejméně 32 kbp této oblasti. Je známý také jako glykoprotein destiček 4, translokáza mastných kyselin či jako scavenger receptor 3 třídy B (SCARB3). Jako transmembránový glykoproteinový receptor se nachází u obratlovců na povrchu mnoha buněčných typů a váže velké množství ligandů včetně kolagenu, trombospondinu, erytrocytů infikovaných parazitem Plasmodium falciparum, oxidovaných nízkodenzitních lipoproteinů (ox-LDL) i nativních lipoproteinů či oxidovaných fosfolipidů. Váže také mastné kyseliny s dlouhým řetězcem a je důležitý pro jejich import do buňky.

## Struktura
CD36 je tvořen 471 aminokyselinovými zbytky a jeho molekulová hmotnost se pohybuje kolem hodnoty 53 kDa. Oblasti C-konce, kde jsou lokalizovány hydrofobní aminokyseliny, odpovídá transmembránová doména, N-konec tohoto proteinu je silně glykosylovaný a stejně jako zmíněný C-konec prochází membránou. Většina proteinu je orientována extracelulárně, intracelulárně jsou lokalizovány dva krátké aminokyselinové úseky, které mohou být díky cysteinovým zbytkům palmitoylovány. Protein je tak organizován do dvou transmembránových domén.
Aminokyseliny hrají zásadní roli při vazbě ligandů CD36. Použitím fúzních proteinů CD36 a syntetických peptidů byly blíže popsány některé protein-protein interakce, respektive úloha některých aminokyselin při vazbě ligandů. Aminokyseliny v oblasti 93-120 se ukázaly být vysoce afinním vazebným místem pro trombospondin, ox-LDL je vysokoafinitně vázán aminokyselinami velké domény v oblasti 120-155 a s menší, ale stále značnou afinitou, je vázán aminokyselinami v úseku 28-93.

## Lokalizace a detekce

### Tkáňová lokalizace
CD36 je exprimován řadou buněčných typů včetně krevních destiček, červených krvinek, monocytů, makrofágů, endotelových buněk, progenitorů lidských adipocytů či diferenciovaných adipocytů. Přítomnost tohoto antigenu byla prokázána například v endotelu cév procházejících játry, plícemi či slinivkou. Imunohistologicky byla jeho přítomnost detekována také v prostatě či vaječnících a v lymfoidních tkáních. Jeho exprese může být na transkripční úrovni indukována či zvýšena adhezí, stimulací buněk M-CSF (faktor stimulující kolonie makrofágů), GM-CSF (faktor stimulující kolonie monocytů a makrofágů), modifikovaným i nativním LDL, cholesterolem a IL-4. Naopak jeho exprese může být snížena působením TGF-β1, kortikosteroidy nebo LPS(lipopolysacharid).

### Detekce
CD36, jako povrchový antigen buněk, může být po označení specifickou protilátkou detekován průtokovou cytometrií (FACS), imunohistochemickými metodami, nebo jako protein metodou Western blot. Pomocí imunofluorescence lze CD36 detekovat také konfokální mikroskopií.

## Funkce
Funkce CD36 se může různit v závislosti na buněčném typu. U adipocytů a svalových buněk CD36 zastává roli translokázy mastných kyselin a podílí se na zvýšení množství mastných kyselin s dlouhým řetězcem v buňce. CD36 jako scavenger receptor umožňuje makrofágům fagocytovat mrtvé buňky . Vazbou na CD36 jsou na povrchu makrofágů akumulovány estery cholesterolů a ox-LDL  a také jsou tyto buňky schopny rozpoznávat oxidované fosfolipidy a lipoproteiny. U endotelií bylo prokázáno, že CD36 váže trombospondin a že funguje jako mediátor aktivity trombospondinu a kolagenu během angiogenze i během její inhibice. Významná je i jeho role u erytrocytů, kdy aktivuje erytrocyty infikované P. falciparum a ovlivňuje adherenci těchto buněk k endoteliím cév v mnoha tkáních včetně placenty, srdce, mozku či plic.

## CD36 v patogenezi

### Ateroskleróza
CD36 receptory jsou zapojeny i do některých patologických procesů, např. do vzniku a progrese aterosklerózy. Ateroskleróza je onemocnění vyznačující se kornatěním tepen, které je způsobeno ukládáním tukových látek do stěn cév. CD36 je hlavním scavenger receptorem, který se na povrchu makrofágů účastní vazby ox-LDL, který hraje nezastupitelnou roli při tvorbě tzv. aterosklerotických plátů a následném rozvoji tohoto onemocnění. CD36 rozpoznává ox-LDL přes lipidové složky, zejména přes fosfolipidy, chybí-li tyto lipidické složky, je snížena absorpce ox-LDL CD36 receptorem a ve výsledku dojde ke snížení akumulace lipoproteinů na makrofázích, což v konečném důsledku vede ke snížení pro-aterosklerotických signálů.
Ateroskleróza se léčí léčbou příčin, nejčastějším přístupem je léčba hypercholesterolemie, tedy vysoké hladiny cholesterolu. Mezi léky, které v organismu snižují koncentraci cholesterolu, patří například statiny. Ty jsou zároveň schopny nepřímo snižovat expresi CD36 na monocytech a makrofágách snížením aktivity PPARγ (receptory aktivované peroxisomovým proliferátorem γ).

### Další patologie
Snížená hladina CD36 může být jednou z příčin vzniku hypertenze. Poruchy CD36 mohou vést nejen k narušení metabolismu sacharidů a lipidů, ale také předurčují takto postiženého jedince k systémové intoleranci glukózy či hyperinzulinémii. V neposlední řadě je také zkoumána role CD36 v nádorových onemocněních. Ve studii zabývající se ovariální rakovinou bylo zjištěno, že v in vitro podmínkách je CD36 schopen pronádorově regulovat rozvoj nádoru, v in vivo prostředí byl pak prokázán jeho vliv na progresi nádorového onemocnění a tvorbu metastáz. Nicméně se objevují i studie, které naznačují protinádorový charakter tohoto proteinu.